# Boonsrang Niumpradit
Boonsrang Niumpradit (15 de enero de 1948) es un general de Tailandia,  Comandante Supremo del Estado Mayor de las Reales Fuerzas Armadas de Tailandia.
Formado en la Real Academia de Chulachomklao, cursó estudios militares complemetarios en Estados Unidos y en la Universidad de Norwich. Está doctorado en ingeniería por el Instituto Asiático de Tecnología de Tailandia.
A lo largo de su carrera militar ha ocupado diversos puestos de responsabilidad, tanto como instructor en las academias militares, como al mando de unidades y de asistente del Comandante en Jefe de las Fuerzas armadas, director del Instituto de Estudios Estratégicos, director de operaciones conjuntas y director general del Ministerio de Defensa. Fue uno de los militares que participaron en el golpe de Estado de 2006 que depuso al primer ministro, Thaksin Shinawatra. Fue nombrado por la Junta golpista (Consejo de Seguridad Nacional) como Comandante Supremo del Estado Mayor en sustitución de Ruangroj Mahasaranon.